# 리그레션 (영화)
《리그레션》(영어: Regression, 스페인어: Regresión)은 2015년 개봉한 심리 스릴러 미스터리 영화이다. 알레한드로 아메나바르 감독이 연출했고, 에마 왓슨, 이선 호크, 데이비드 슐리스 등이 출연했다.

## 출연진
- 이선 호크 - 브루스 케너 형사 역
- 에마 왓슨 - 앤절라 그레이 역
- 데이비드 슐리스 - 케네스 레인스 교수 역
- 로테르 블뤼토 - 머리 목사 역
- 데일 디키 - 로즈 그레이 역
- 다비드 덴시크 - 존 그레이 역
- 피터 맥닐 - 클리블런드 서장 역
- 데번 보스틱 - 로이 그레이 역
- 에런 애슈모어 - 조지 네즈빗 형사 역
- 애덤 부처 - 브로디 역
- 크리스천 브룬 - 앤드루 역
- 에런 에이브럼스 - 패럴 역
- 줄리언 리칭스 - 톰 역
- 웬디 라이언 - 노마 역
- 재닛 포터 - S. 쿠퍼 역

## 기타 제작진
- 의상: 소니아 그란데